# Corps à corps (chanson)
Pour les articles homonymes, voir Corps à corps (homonymie).
Singles de Images
Les Démons de minuit
(1986) Le Cœur en exil
(1987)
Corps à corps est une chanson du groupe français Images, sortie en single en décembre 1986 sur le label Flarenasch. Elle est par la suite incluse dans le premier album studio du groupe, L'Album d'Images de 1987.
Classée à la quatrième place du Top 50 en mars 1987, elle devient le deuxième succès du groupe. La chanson est également certifiée disque d'argent en France.

## Contexte et accueil commercial
Elle est écrite et réalisée par Richard Seff sur une musique des membres du groupe, Jean-Louis Pujade, Mario Ramsamy et Frédéric Locci. C'est la première chanson du groupe à être sortie suivant le départ de Christophe Després, qui forme en octobre 1986 le groupe Pacifique. Après la sortie en single en décembre 1986, Corps à corps rencontre le succès en France,.
La chanson est entrée dans le Top 50 à la 31e position le 31 janvier 1987 et atteint les dix premières places du classement dès la cinquième semaine. Elle a atteint la 4e place lors de sa huitième semaine dans le classement et reste au total 19 semaines dans le Top 50 et devient le deuxième plus grand succès du groupe, après Les Démons de minuit. La chanson est certifiée disque d'argent la même année par le Syndicat national de l'édition phonographique. Dans le classement paneuropéen European Hot 100 Singles, Corps à corps débute à la 43e position le 14 février 1987 et atteint la 28e place le 7 mars.

## Liste des titres
| A. | Corps à corps                | 3:55 |
| B. | Corps à corps (Instrumental) | 3:55 |

| A.  | Corps à corps                  | 7:00 |
| B1. | Corps à corps (Single Version) | 3:40 |
| B2. | Corps à corps (Instrumental)   | 4:00 |

## Classements et certifications
| Classement (1987)         | Meilleure position |
| ------------------------- | ------------------ |
| Europe (European Hot 100) | 25                 |
| France (SNEP)             | 6                  |

| Classement (1987)         | Position |
| ------------------------- | -------- |
| Europe (European Hot 100) | 77       |
| France (SNEP)             | 23       |

### Certification
| Pays                                                             | Certification | Ventes certifiées |
| ---------------------------------------------------------------- | ------------- | ----------------- |
| France (SNEP)                                                    | Argent        | 250 000*          |
| *Ventes selon la certification xNon précisé par la certification |               |                   |